# Томино село
Томино село (на македонска литературна норма: Томино Село) е село в Северна Македония, в община Брод (Македонски Брод).

## География
Намира се в областта Поречие в източното подножие на планината Добра вода.

## История
Църквата „Св. св. Константин и Елена“ е от 1831 година.
През 1868 година свещеникът Симян П. Здравев и ученикът Змейко Тодоров от Томино село са спомоществуватели за два екзеппляра на изданието на „Поучително евангелие“ на Софроний Врачански.
В XIX век Томино село е село в Поречка нахия на Кичевска каза на Османската империя. В „Етнография на вилаетите Адрианопол, Монастир и Салоника“, издадена в Константинопол в 1878 година и отразяваща статистиката на населението от 1873 година Томино село (Tomino-sélo) е посочено като село с 22 домакинства с 90 жители българи.
Според статистиката на Васил Кънчов („Македония. Етнография и статистика“) от 1900 година Томино село е населявано от 320 жители българи християни.
На Етнографската карта на Битолския вилает на Картографския институт в София от 1901 година Томино село е чисто българско село в Кичевската каза на Битолския санджак с 40 къщи.
Цялото село в началото на XX век е сърбоманско. Според митрополит Поликарп Дебърски и Велешки в 1904 година в Томино село има 52 сръбски къщи. По данни на секретаря на Българската екзархия Димитър Мишев („La Macédoine et sa Population Chrétienne“) в 1905 година в Томино село има 320 българи патриаршисти сърбомани и в селото работи сръбско училище.
След Междусъюзническата война в 1913 година селото попада в Сърбия.
На етническата си карта на Северозападна Македония в 1929 година Афанасий Селишчев отбелязва Томино село като българско село.
Според преброяването от 2002 година селото има 44 жители македонци.

## Личности
Родени в Томино село
- Миладин Спирков, български революционер от ВМОРО, четник на Никола Андреев[10]
- Захарий, свещеник, деец на сръбската пропаганда в 1911 година, с месечна сръбска заплата две лири[11]
- Стойо Георгиев Кофилов (р. 1880 - ?), български революционер от ВМОРО, сътрудник на Арсо Локвички, живял в Браилово[12]
- Харитон, свещеник, деец на сръбската пропаганда в 1911 година, с месечна сръбска заплата две лири[11]